# Galerie Stihl Waiblingen

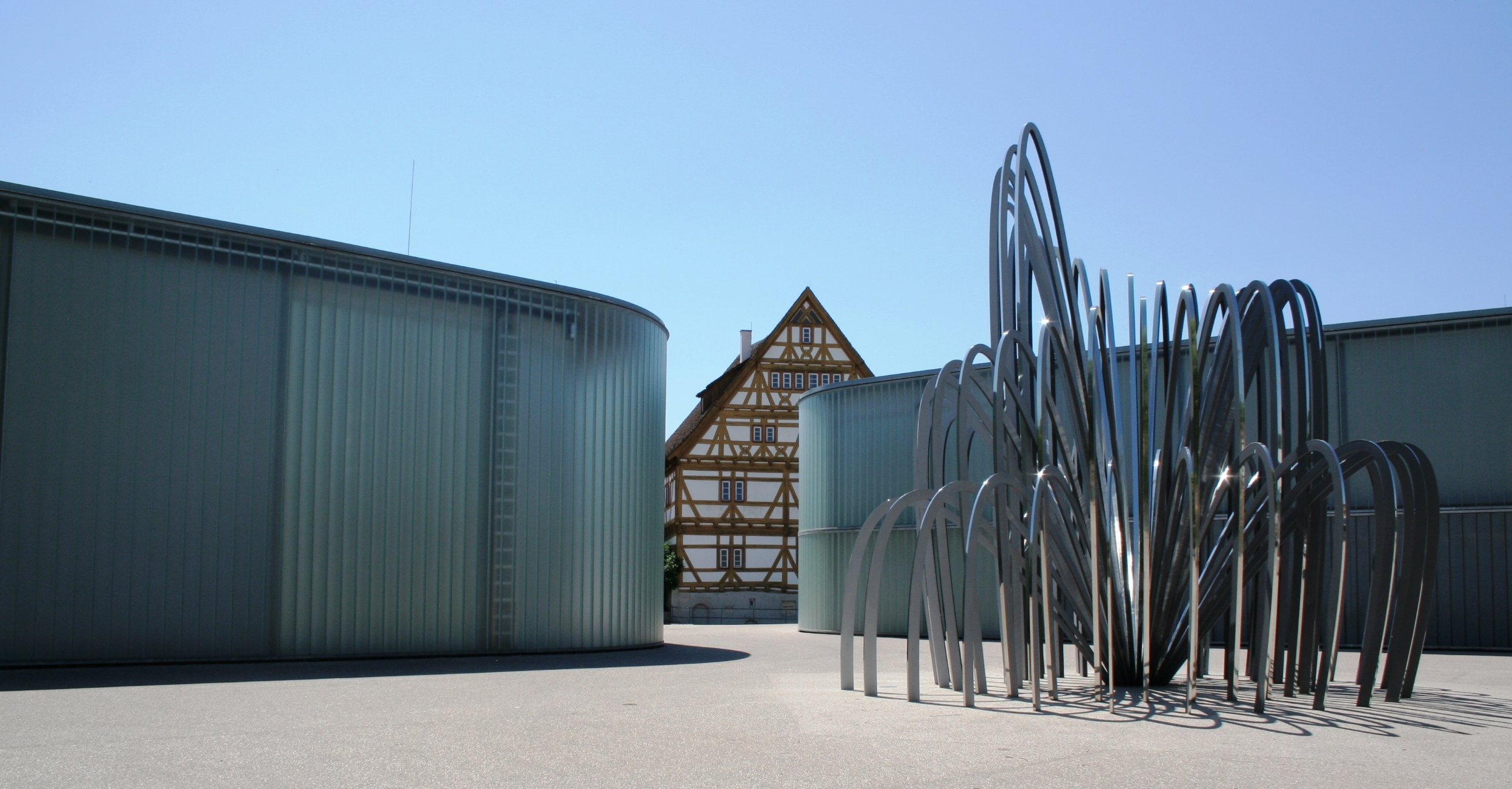
Galerie Stihl Waiblingen

Die städtische Galerie Stihl Waiblingen ist ein im Mai 2008 eröffnetes Ausstellungshaus, das auf Arbeiten auf bzw. aus Papier spezialisiert ist. Es werden drei Wechselausstellungen pro Jahr gezeigt. Zusammen mit der in unmittelbarer Nachbarschaft gelegenen Kunstschule Unteres Remstal und dem Haus der Stadtgeschichte bildet die Galerie ein Zentrum für Kunst und Kultur in Waiblingen zwischen der historischen Stadtmauer und dem Ufer der Rems.
Unterstützt wird die Galerie u. a. durch einen Freundeskreis mit über 400 Mitgliedern, „Freunde Galerie Stihl Waiblingen“.

## Architektur
Die städtische Galerie wurde 2008 eröffnet. Der Name der Galerie würdigt eine großzügige Spende der Eva Mayr-Stihl-Stiftung, welche den Bau der Galerie ermöglichte, und verweist gleichzeitig auf die Trägerin der Institution, die Stadt Waiblingen. Der Stuttgarter Architekt Hartwig N. Schneider entwarf die zwei Neubauten direkt an der Rems und wurde hierfür mit dem Verzinkerpreis 2011 und dem Hugo-Häring Landespreis 2012 ausgezeichnet. Eine homogene Haut aus durchscheinendem Industrieglas umschließt die beiden Gebäude, die miteinander in einen räumlichen Dialog treten. Städtebaulich sind sie so positioniert, dass sie nur durch eine Gasse voneinander getrennt werden. Im kleineren Gebäude ist die Kunstschule Unteres Remstal untergebracht, das größere Gebäude nimmt die Exponate der städtischen Galerie Stihl Waiblingen auf. Bei Dunkelheit dringt Licht aus der Galerie durch deren Wände nach außen. Bei beiden Gebäuden werden der Werkstattcharakter, die Nähe zu einer industriehaften Alltagstauglichkeit sowie ihre Robustheit herausgestellt. Im Inneren läuft man über grauen Magnesitestrich und blickt auf Wände und Decken aus Sichtbeton.
In direkter Nachbarschaft, wo früher die alte Häckermühle stand, komplettiert ein weiterer Neubau das Gebäudeensemble. Unter einem großen, mit den Dächern der Altstadt korrespondierenden Satteldach befinden sich das im Juni 2021 neu eröffnete Galeriecafé Vorratskammer und die Verwaltung der Galerie. Die Architektur ist ebenfalls vom Stuttgarter Büro Hartwig N. Schneider.

## „Pavillon für Waiblingen“

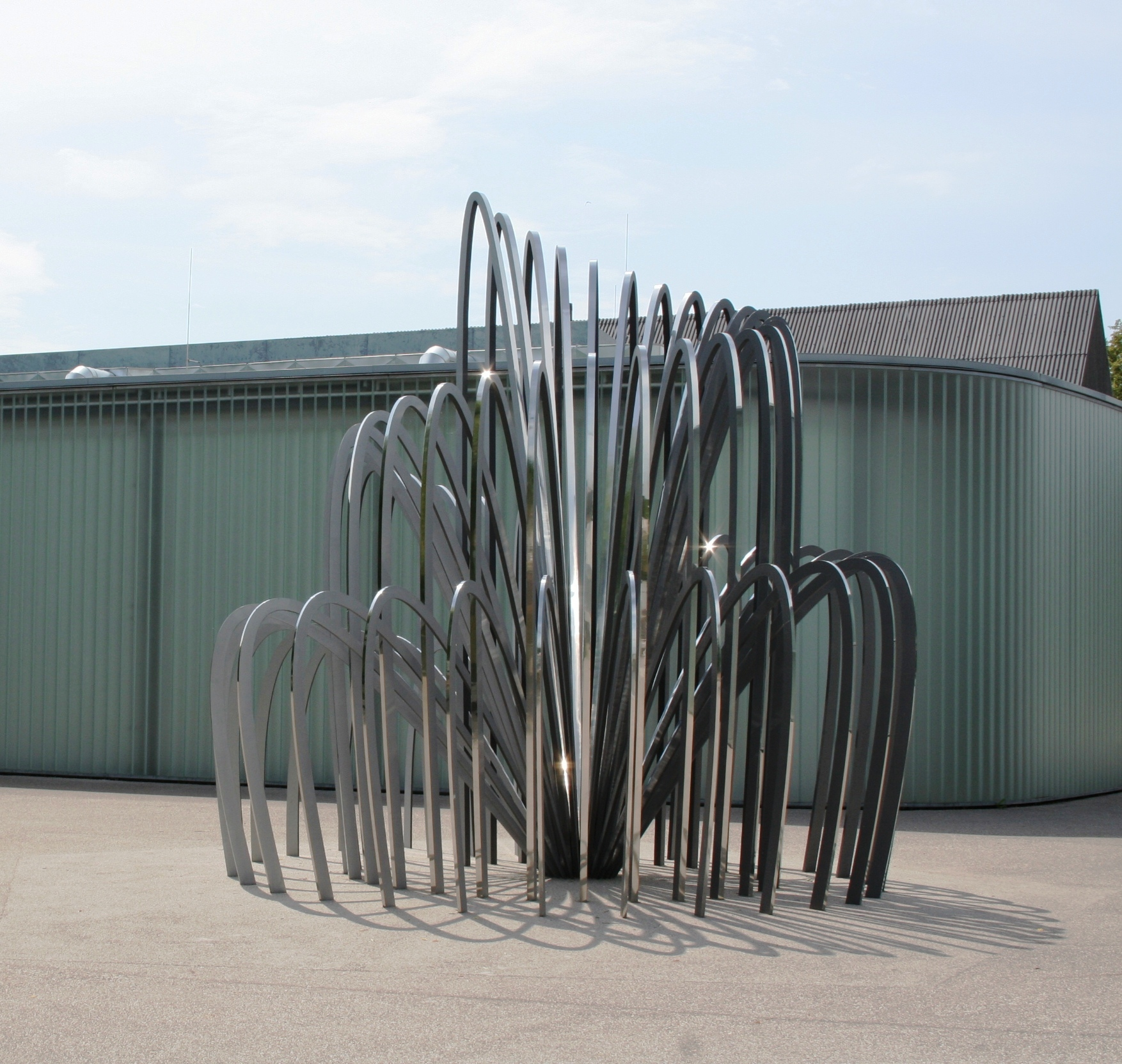
Olafur Eliasson: Pavillon für Waiblingen, 2009

Seit Juli 2009 wird das Kunstensemble an der Rems dank einer Schenkung der Eva Mayr-Stihl Stiftung durch eine Plastik des dänischen Künstlers Olafur Eliasson ergänzt. Der Pavillon für Waiblingen greift das Thema Wasser (Rems) und die industriell anmutende Architektur von Kunstschule und Galerie auf und trifft damit das große Thema des Künstlers: „die Zwiesprache zwischen Natur und Kunst“ – die Suche nach den physikalischen Gesetzmäßigkeiten in der Natur und ihre verborgenen Beziehungen zur artifiziellen, von Menschenhand geschaffenen Umwelt.

## Ausstellungskonzept
Die städtische Galerie Stihl Waiblingen legt den Schwerpunkt auf das Ausstellen von Arbeiten auf und aus Papier. Es werden jährlich drei Wechselausstellungen gezeigt.
Das Ausstellungsspektrum gliedert sich in die folgenden drei Bereiche:
- Klassische Arbeiten auf Papier von der Vergangenheit bis zur Gegenwart. Dabei handelt es sich um Arbeiten auf Papier, die als autonomes Kunstwerk angesehen werden. Dies können ausgearbeitete Zeichnungen, Druckgrafiken, Aquarelle oder Collagen sein, wie beispielsweise die Mezzotinten Turners oder die Radierungen von Rembrandt, die im Eröffnungsjahr in der Galerie gezeigt wurden.
- Arbeiten auf Papier als Mittel der Massenkommunikation. Darunter versteht man Arbeiten, die mit den Techniken der Massenproduktion vervielfältigt werden, wie zum Beispiel Karikaturen, Bildergeschichten, Comics, Bilderbogen und Plakate. Hierbei spielen auch popularkulturelle, subkulturelle und kommerzielle Aspekte eine wichtige Rolle.
- Angewandte Zeichnung aus Architektur, Design und Technik. Dies können Bauzeichnungen, Entwürfe des Industriedesigners, Modezeichnungen oder Konstruktionszeichnungen sein. Vor allem sollen der ästhetische Wert und der kreative Prozess dieses Mediums herausgestellt werden.

### Ausstellungen
- COVER LOVE(R) Aiga Rasch und Die drei ???. 05. April bis 20. Juli 2025
- Ja, was denn?! Volker Kriegel. Musiker, Zeichner, Autor. 09. März bis 2. Juni 2024
- Im Rausch der Zeit. Expressionismus von Kollwitz bis Klee. 17. April 2021 bis 18. Juli 2021
- Marion Eichmann: Follow M.E. 30. Mai bis 18. Oktober 2020
- Liebe, Traum und Tod. Max Klingers druckgrafische Folgen. 1. Februar bis 26. April 2020
- Eleganz & Poesie. Höhepunkte der französischen Zeichenkunst. 12. Oktober 2019 bis 6. Januar 2020
- Aufgeblüht & abgelichtet. Blumen in der Fotografie. 11. Mai bis 25. August 2019
- La Bohème. Toulouse-Lautrec und die Meister von Montmartre. 26. Januar bis 22. April 2019
- Graphic Novels. Aktuelle deutsche Comic-Romane. 28. September 2018 bis 6. Januar 2019
- Dior, Lacroix, Gaultier. Haute Couture auf Papier. 19. Mai bis 12. August 2018
- Scharf geschnitten. Vom Scherenschnitt zum Papercut. 27. Januar bis 22. April 2018
- Christoph Niemann. Modern Times. 23. September 2017 bis 7. Januar 2018
- Die Linie ist Gedanke – Faszination Zeichnung. 3. Juni bis 27. August 2017.
- Lyonel Feininger. Zwischen den Welten. 17. Februar bis 14. Mai 2017.
- Niki de Saint Phalle & Jean Tinguely. Furiose Plakate. 5. November 2016 bis 22. Januar 2017.
- Siegrun Appelt. Erinnertes Licht. 17. September bis 7. Oktober 2016.
- Collage! Décollage!!. 4. Juni bis 28. August 2016.
- Goya. Groteske und Karneval. 30. Januar bis 1. Mai 2016.
- durchgesiebt und draufgeschaut! Die Sammlung Domberger von Baumeister bis Polke. 3. Oktober 2015 bis 6. Januar 2016.
- Spiegel der Seele. Landschaftszeichnungen der Romantik. 14. Mai bis 23. August 2015.
- Picasso – Der künstlerische Prozess. 31. Januar bis 26. April 2015.
- Papier„Art“ – Im Spannungsfeld von Körper und Raum. 13. September 2014 bis 6. Januar 2015.
- Bauern, Tänzer, Liebespaare – Menschenbilder der Dürerzeit. 3. Mai 2014 bis 27. Juli 2014.
- Loriot: Spätlese. 25. Januar 2014 bis 21. April 2014.
- Jenseits der Ansichtskarte. Die Alpen in der Fotografie. 12. Oktober 2013 bis 6. Januar 2014.
- Georg Baselitz. Romantiker kaputt. 17. Mai 2013 bis 25. August 2013.
- Pap(i)er Fashion – Pop. Avantgarde. Asiatika.  26. Januar 2013 bis 21. April 2013.
- Emil Nolde – Maler-Grafik. 29. September 2012 bis 6. Januar 2013.
- Samurai, Bühnenstars und schöne Frauen. Japanische Holzschnitte von Kunisada und Kuniyoshi. 23. Juni bis 9. September 2012.
- Neue Realitäten – FotoGrafik von Warhol bis Havekost. 18. Februar bis 17. Mai 2012.
- Albrecht Dürer – Genie Marke Vorbild. 22. Oktober 2011 bis 22. Januar 2012.
- Phantasie an die Macht. Politische Künstlerplakate von Kollwitz bis Rauschenberg. 8. Juli bis 25. September 2011.
- Stein-Druck-Kunst. Von den Anfängen der Lithografie über Baumeister und Sonderborg bis heute. 25. März bis 19. Juni 2011.
- Einrichten. Leben in Karton. 25. November 2010 bis 27. Februar 2011.
- F. K. Waechter. Satirekunst. 2. Juli bis 3. Oktober 2010.
- Ernst Ludwig Kirchner: Erlebnis der Berge. 26. März bis 13. Juni 2010.
- Faszination Architekturzeichnung – Räume und Träume. 13. November 2009 bis 7. Februar 2010.
- John Cage. Kunst=Leben. 14. Juni bis 20. September 2009.
- Bildergeschichten. Von Wilhelm Busch bis Robert Gernhardt. 30. Januar bis 3. Mai 2009.
- Beeindruckt von Rembrandt. Rembrandt und die englischen Malerradierer des 19. Jahrhunderts. 30. September 2008 bis 11. Januar 2009.
- Reisen mit William Turner. J. M. William Turner: Das Liber studiorum.  30. Mai bis 7. September 2008.

## Bildergalerie

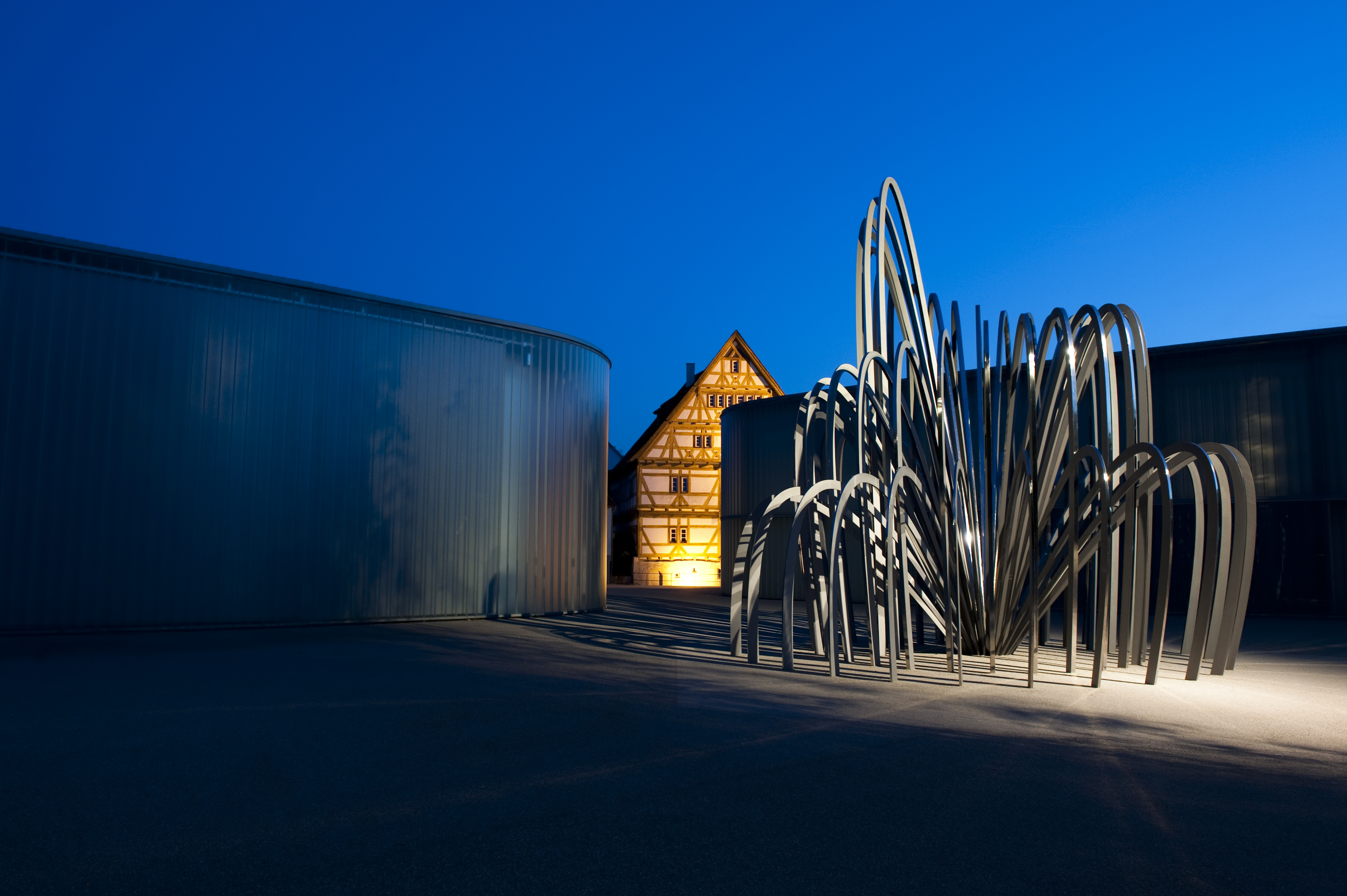
Ensemble bei Nacht
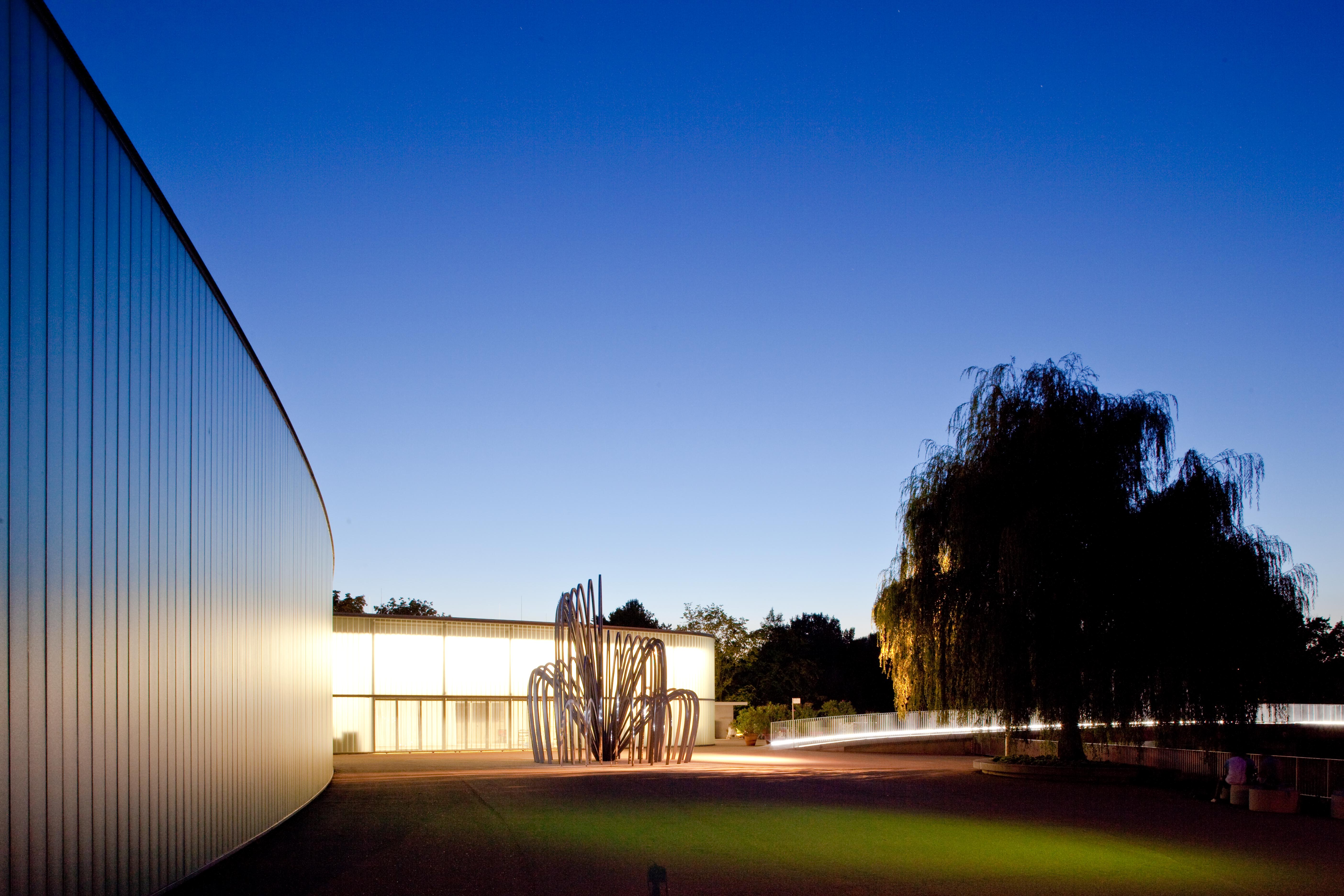
Ansicht in der Dämmerung
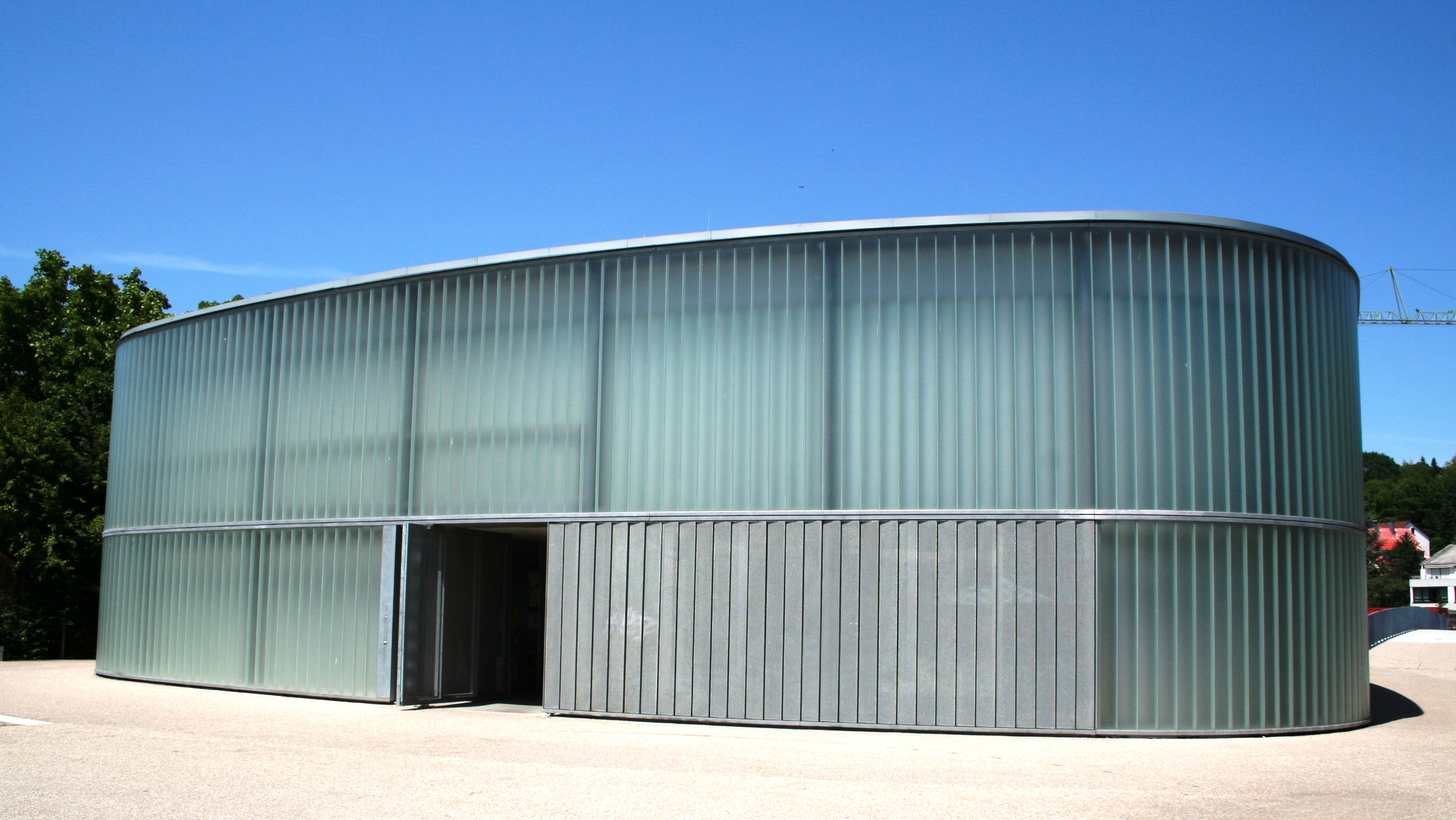
Kunstschule Unteres Remstal
Haus der Stadtgeschichte
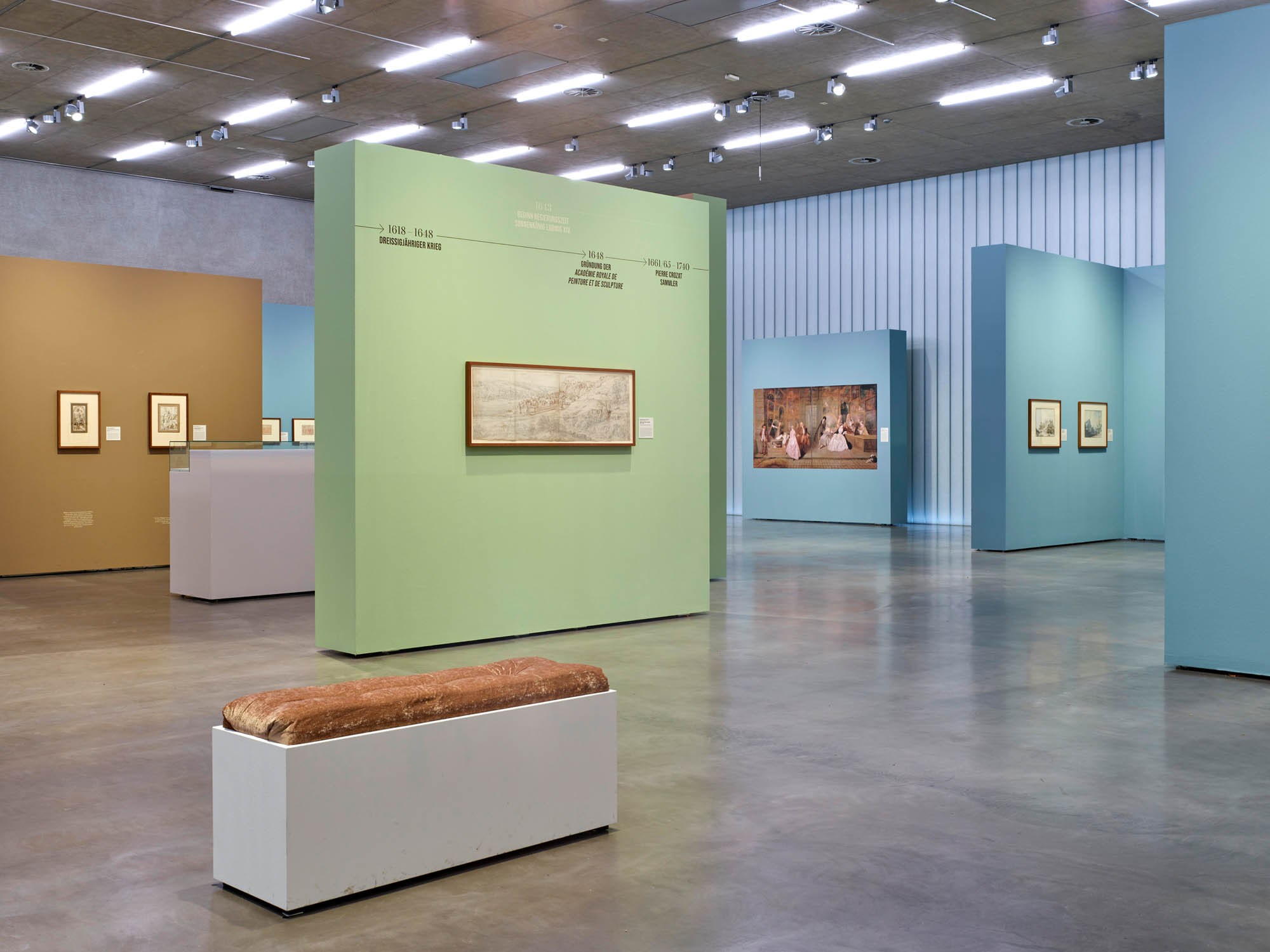
Ausstellungsansicht: Eleganz und Poesie. Höhepunkte der französischen Zeichenkunst
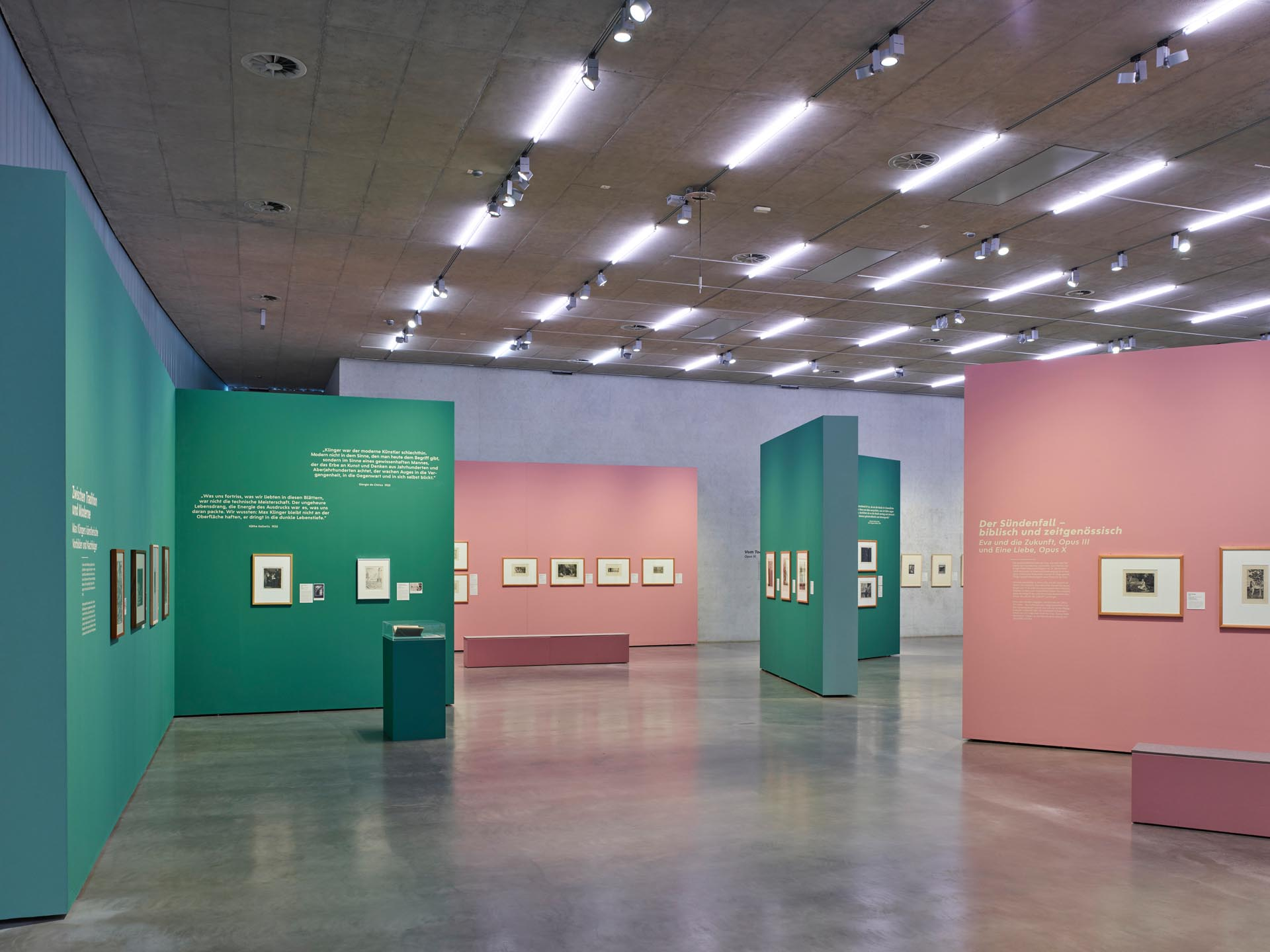
Ausstellungsansicht: Liebe, Traum und Tod. Max Klingers druckgrafische Folgen
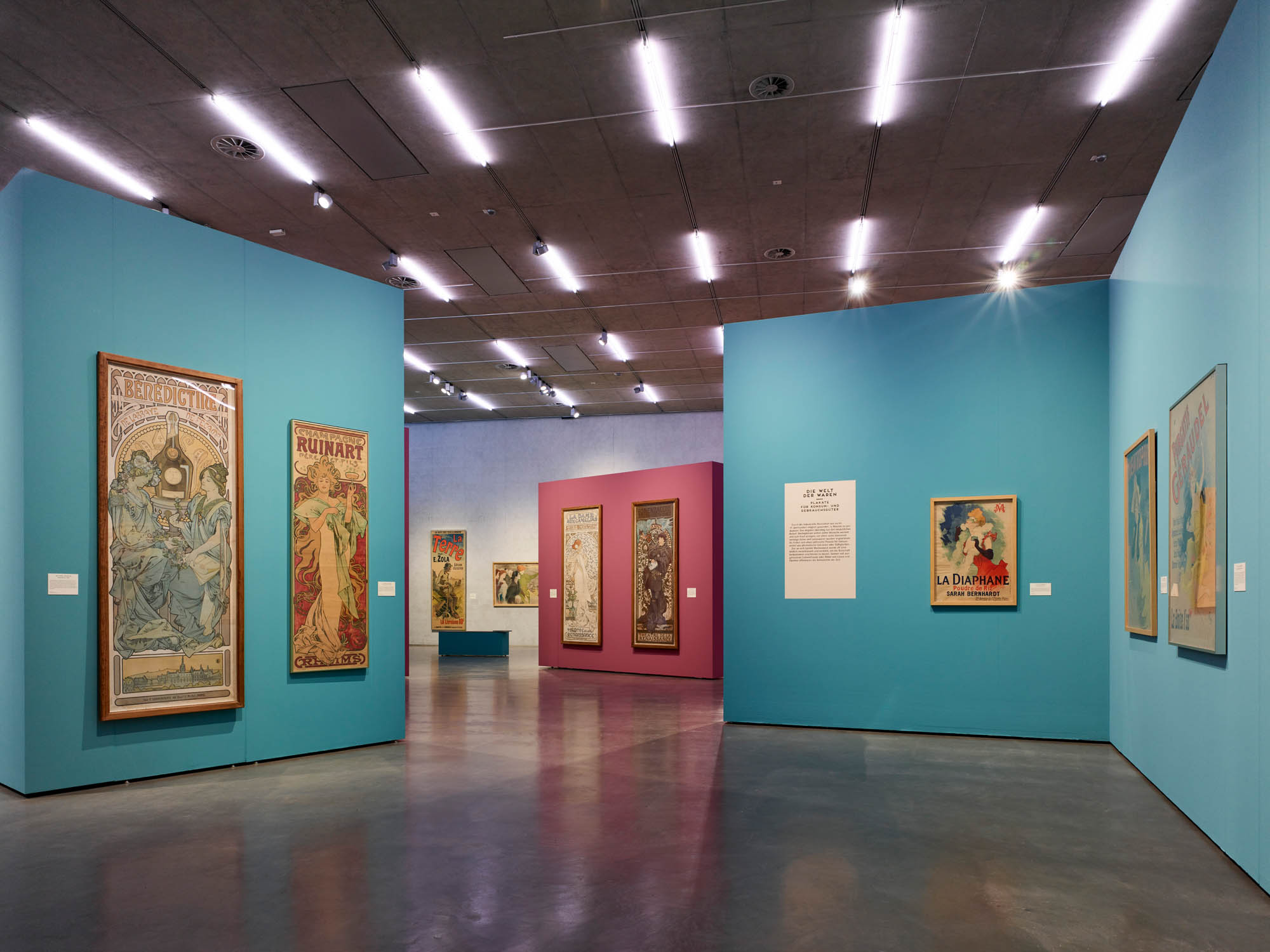
Ausstellungsansicht: La Bohème. Toulouse-Lautrec und die Meister von Montmartre